# مارك جونسون (مذيع)
مارك جونسون (بالإنجليزية: Mark Johnson)‏ هو مذيع ‏ بريطاني، ولد في 7 فبراير 1966 في سكيغنيس في المملكة المتحدة.